# Àngel Aguiló i Miró
Àngel Aguiló i Miró (* 30. September 1875 in Barcelona; † 1947 ebenda) war ein katalanischer Archivar und Bibliothekar. Er war der Sohn des Schriftstellers Marià Aguiló i Fuster.
Als Archivar und Bibliothekar der Universitätsbibliothek von Barcelona war er für die posthume Ausgabe einiger Werke seines Vaters Marià Aguiló i Fuster verantwortlich, darunter für Lo llibre de la Mort (1899, „Das Buch des Todes“), Lo llibre de l’Amor (1901, „Das Buch der Liebe“) und für andere Werke.
Àngel Aguiló war auch als Herausgeber an der von seinem Vater begründeten Reihe Biblioteca catalana beteiligt.